# Antillotyphlops
Antillotyphlops is een geslacht van slangen uit de familie wormslangen (Typhlopidae).

## Naam en indeling
De wetenschappelijke naam van de groep werd voor het eerst voorgesteld door Stephen Blair Hedges, Angela B. Marion, Kelly M. Lipp, Julie Marin en Nicolas Vidal in 2014. Alle soorten werden lange tijd tot het geslacht Typhlops gerekend. Er zijn twaalf soorten, inclusief de pas in 1999 beschreven soort Antillotyphlops annae.
De geslachtsnaam Antillotyphlops betekent vrij vertaald 'blindogen van de Antillen'.

## Verspreiding en habitat
De wormslangen komen voor in delen van de Caraïben en leven op de verschillende eilanden op en rond de Antillen. De habitat bestaat uit droge tropische en subtropische bossen, vochtige tropische en subtropische laaglandbossen en droge tropische en subtropische scrublands. Ook in door de mens aangepaste streken zoals landelijke tuinen, plantages, akkers en weilanden kunnen de dieren worden aangetroffen.

## Beschermingsstatus
Door de internationale natuurbeschermingsorganisatie IUCN is aan alle soorten een beschermingsstatus toegewezen. Vijf soorten worden beschouwd als 'veilig' (Least Concern of LC), drie als 'onzeker' (Data Deficient of DD) en twee als 'gevoelig' (Near Threatened of NT). Een soort wordt gezien als 'kwetsbaar' (Vulnerable of VU) en de soort Antillotyphlops granti ten slotte staat te boek als 'bedreigd' (Endangered of EN).

## Soorten
Het geslacht omvat de volgende soorten, met de auteur en het verspreidingsgebied.
| Naam                           | Auteur                 | Verspreidingsgebied                                  | Beschermingsstatus |
| ------------------------------ | ---------------------- | ---------------------------------------------------- | ------------------ |
| Antillotyphlops annae          | Breuil, 1999           | Antillen (Saint-Barthélemy)                          |                    |
| Antillotyphlops catapontus     | Thomas, 1966           | Puerto Rico en omgeving                              |                    |
| Antillotyphlops dominicanus    | Stejneger, 1904        | Dominica, Basse-Terre, Grande-Terre                  |                    |
| Antillotyphlops geotomus       | Thomas, 1966           | Barbuda, Antigua, Saint Kitts, Nevis, Sint Eustatius |                    |
| Antillotyphlops granti         | Ruthven & Gaige, 1935  | Puerto Rico, Caja de Muertos                         |                    |
| Antillotyphlops guadeloupensis | Richmond, 1966         | Guadeloupe                                           |                    |
| Antillotyphlops hypomethes     | Hedges & Thomas, 1991  | Puerto Rico en omgeving                              |                    |
| Antillotyphlops monastus       | Thomas, 1966           | Montserrat                                           |                    |
| Antillotyphlops monensis       | Schmidt, 1926          | Mona, Puerto Rico                                    |                    |
| Antillotyphlops naugus         | Thomas, 1966           | Britse Maagdeneilanden                               |                    |
| Antillotyphlops platycephalus  | Duméril & Bibron, 1844 | Puerto Rico en omgeving, Turks- en Caicoseilanden    |                    |
| Antillotyphlops richardi       | Duméril & Bibron, 1844 | Puerto Rico, Turks- en Caicoseilanden, Anegada       |                    |